# Łubnice (Łódź)
Łubnice è un comune rurale polacco del distretto di Wieruszów, nel voivodato di Łódź.
Ricopre una superficie di 60,9 km² e nel 2004 contava 4 160 abitanti.